# Rose Byrne
Mary Rose Byrne (Sydney, 24 luglio 1979) è un'attrice australiana.
Nel corso della sua carriera ha ottenuto due candidature al Golden Globe, altrettante al Premio Emmy, una candidatura allo Screen Actors Guild Award e si è aggiudicata la Coppa Volpi per la migliore interpretazione femminile alla 57ª Mostra internazionale d'arte cinematografica di Venezia per La dea del '67 e l'Orso d'argento per la miglior interpretazione da protagonista al Festival di Berlino 2025 per If I Had Legs I'd Kick You.

## Biografia

### Le origini e gli studi
Byrne è nata a Balmain, un sobborgo di Sydney, in una famiglia di origini irlandesi e scozzesi. Il padre è uno statistico in pensione, mentre la madre è una amministratrice in una scuola elementare. Rose è l'ultima di quattro figli: ha due sorelle e un fratello. Fin da bambina vuole recitare: dall'età di 8 anni prende lezioni di recitazione alla scuola Australian Theatre for Young People e anni dopo all'Università di Sydney. Nel 1999 studia alla Atlantic Theater Company fondata da David Mamet e William H. Macy.

### I primi ruoli
Rose esordisce come attrice all'età di 15 anni nel film Dallas Doll (1994), in seguito partecipa ad alcuni show televisivi australiani e alcuni film per la tv come Two Hands (1999) accanto ad Heath Ledger.

### Dal 2000 al 2005
Nel 2000 torna sul grande schermo con My Mother Frank e La dea del '67, mentre nel 2002 è protagonista di City of Ghosts. Alla Mostra internazionale d'arte cinematografica di Venezia del 2000 riceve la Coppa Volpi per la migliore interpretazione femminile per il ruolo di B.G. ne La dea del '67. Appare nel kolossal Star Wars: Episodio II - L'attacco dei cloni (2002) e nel 2003 è protagonista di Il profumo delle campanule di Tim Fywell. Nel 2004 interpreta Briseide nel film di Wolfgang Petersen, Troy con Brad Pitt e Orlando Bloom. Il film, pur avendo ricevuto critiche negative, è un successo al botteghino e incassa più di 497 milioni di dollari. Nello stesso anno, interpreterà anche il ruolo di Alex nel film Appuntamento a Wicker Park al fianco di Josh Hartnett.

### Dal 2006 al 2010
Nel 2006 è sotto la direzione del Premio Oscar Sofia Coppola nel film Marie Antoinette al fianco di Kirsten Dunst. Il film vince il Premio Oscar e il Nastro d'argento per i migliori costumi. Ha lavorato in Sunshine (2007) e nell'horror 28 settimane dopo (2007). Dal 2007 è impegnata nel ruolo della giovane avvocata Ellen Parsons nella serie televisiva Damages al fianco di Glenn Close. La serie TV ottiene ottime critiche e si classifica come uno dei telefilm di maggior successo degli ultimi anni ricevendo candidature ai più importanti premi quali Golden Globe, Emmy Awards e Screen Actors Guild Award. Nel 2009 recita in Adam, film che tratta il delicato tema della sindrome di Asperger e nel 2010 è nel cast di In viaggio con una rock star.

### Dal 2011 a oggi
Nel 2011 recita in tre film: Insidious, Le amiche della sposa e X-Men - L'inizio. Nel 2012 è nel cast del film Come un tuono insieme a Ryan Gosling, Bradley Cooper ed Eva Mendes.
Il 2013 la vede co-protagonista del film A prova di matrimonio e della commedia Gli stagisti con Vince Vaughn e Owen Wilson. La Byrne è anche nel sequel di Insidious uscito nel settembre 2013. Nel 2015 è nel cast dell'action comedy di spionaggio Spy.

### Vita privata
È stata fidanzata dal 2003 al 2010 con l'attore Brendan Cowell.
Dal 2012 è compagna dell'attore Bobby Cannavale da cui ha avuto un figlio, Rocco, nato nel febbraio 2016. Nel novembre 2017 la coppia ha il secondo figlio, Rafa.

## Filmografia

### Cinema
- Dallas Doll, regia di Ann Turner (1994)
- Two Hands, regia di Gregor Jordan (1999)
- My Mother Frank, regia di Mark Lamprell (2000)
- La dea del '67 (The Goddess of 1967), regia di Clara Law (2000)
- Star Wars: Episodio II - L'attacco dei cloni (Star Wars: Episode II - Attack of the Clones), regia di George Lucas (2002)
- City of Ghosts, regia di Matt Dillon (2002)
- Il profumo delle campanule (I Capture The Castle), regia di Tim Fywell (2003)
- Take Away, regia di Marc Gracie (2003)
- The Night We Called It a Day, regia di Peter Clifton (2003)
- The Rage in Placid Lake, regia di Tony McNamara (2003)
- Troy, regia di Wolfgang Petersen (2004)
- Appuntamento a Wicker Park (Wicker Park), regia di Paul McGuigan (2004)
- The Tenants, regia di Danny Green (2005)
- Marie Antoinette, regia di Sofia Coppola (2006)
- The Dead Girl, regia di Karen Moncrieff (2006)
- Sunshine, regia di Danny Boyle (2007)
- 28 settimane dopo (28 Weeks Later), regia di Juan Carlos Fresnadillo (2007)
- Just Buried, regia di Chaz Thorne (2007)
- The Tender Hook, regia di Jonathan Ogilvie (2008)
- Adam, regia di Max Mayer (2009)
- Segnali dal futuro (Knowing), regia di Alex Proyas (2009)
- I Love You Too, regia di Daina Reid (2010)
- In viaggio con una rock star (Get Him to the Greek), regia di Nicholas Stoller (2010)
- Insidious, regia di James Wan (2010)
- Le amiche della sposa (Bridesmaids), regia di Paul Feig (2011)
- X-Men - L'inizio (X-Men: First Class), regia di Matthew Vaughn (2011)
- Come un tuono (The Place Beyond the Pines), regia di Derek Cianfrance (2013)
- A prova di matrimonio (I Give It a Year), regia di Dan Mazer (2013)
- Gli stagisti (The Internship), regia di Shawn Levy (2013)
- The Turning, di registi vari (2013)
- Oltre i confini del male - Insidious 2 (Insidious: Chapter 2), regia di James Wan (2013)
- Cattivi vicini (Neighbors), regia di Nicholas Stoller (2014)
- This Is Where I Leave You, regia di Shawn Levy (2014)
- Annie - La felicità è contagiosa (Annie), regia di Will Gluck (2014)
- Adult Beginners, regia di Ross Katz (2014)
- Spy, regia di Paul Feig (2015)
- The Meddler - Un'inguaribile ottimista (The Meddler), regia di Lorene Scafaria (2015)
- Cattivi vicini 2 (Neighbors 2: Sorority Rising), regia di Nicholas Stoller (2016)
- X-Men - Apocalisse (X-Men: Apocalypse), regia di Bryan Singer (2016)
- I love you, Daddy, regia di Louis C.K. (2017)
- Insidious - L'ultima chiave (Insidious: The Last Key), regia di Adam Robitel (2018)
- Juliet, Naked - Tutta un'altra musica (Juliet, Naked), regia di Jesse Peretz (2018)
- Instant Family, regia di Sean Anders (2018)
- Amiche in affari (Like a Boss), regia di Miguel Arteta (2020)
- Irresistibile (Irresistible), regia di Jon Stewart (2020)
- Spirited - Magia di Natale (Spirited), regia di Sean Anders (2022)
- Insidious - La porta rossa (Insidious: The Red Door), regia di Patrick Wilson (2023)
- In viaggio con mio figlio (Ezra), regia di Tony Goldwyn (2023)
- If I Had Legs I'd Kick You, regia di Mary Bronstein (2025)

### Televisione
- Echo Point - serie TV, 100 episodi (1995)
- Fallen Angels - serie TV, 1 episodio (1997)
- Wildside - serie TV, 1 episodio (1997)
- Big Sky - serie TV, 1 episodio (1999)
- Heartbreak High - serie TV, 3 episodi (1999)
- Murder Call - serie TV, 1 episodio (2000)
- Casanova - miniserie TV, 3 episodi (2005)
- Damages - serie TV, 59 episodi (2007-2012)
- Portlandia - serie TV, 1 episodio (2013)
- Hollywood Game Night - serie TV, 1 episodio (2013)
- Last Week Tonight with John Oliver - serie TV, 1 episodio (2016)
- No Activity - serie TV, 1 episodio (2016)
- La vita immortale di Henrietta Lacks (The Immortal Life of Henrietta Lacks) – film TV, regia di George C. Wolfe (2017)
- Mrs. America – miniserie TV, 9 episodi (2020)
- Physical - serie TV, 25 episodi (2021-2023)
- Platonic - serie TV, 10 episodi (2023)

### Doppiatrice
- I Am Mother, regia di Grant Sputore (2019)
- Jexi, regia di Jon Lucas e Scott Moore (2019)
- Peter Rabbit 2 - Un birbante in fuga (Peter Rabbit 2: The Runaway), regia di Will Gluck (2021)

## Teatro
- La Dispute di Pierre de Marivaux, regia di Benedict Andrews. St Stephen's Chirch di Newton (1988) e Wharf 2 Theatre di Sydney (2000)
- Tre sorelle di Anton Čechov, regia di Benedict Andrews. Drama Theatre di Sydney (2001)
- Short and Sweet di Alan Seymour, regia di mark Cleary. Newton Theatre di Newton (2004)
- Petunia Takes Tea di Vanessa Bates, regia di Laurisa Poulos. Newton Theatre di Newton (2004)
- You Can't Take It with You di Moss Hart e George S. Kaufman, regia di Scott Ellis. Longacre Theatre di Broadway (2014)
- Speed-the-Plow di David Mamet, regia di Andrew Upton. Roslyn Packer Theatre di Sydney (2016)
- Medea, adattamento e regia di Simon Stone. Harvey Theatre dell'Off-Broadway (2020)
- Uno sguardo dal ponte di Arthur Miller, regia di Kip Williams. Roslyn Packer Theatre di Sydney (2020)

## Riconoscimenti
- Golden Globe
  - 2008 – Candidatura alla miglior attrice non protagonista per Damages
  - 2010 – Candidatura alla miglior attrice non protagonista per Damages

- Australian Film Institute
  - Candidatura alla miglior attrice per The Rage in Placid Lake

- Australian Film Institute
  - 2007 – Miglior attrice internazionale per Damages
  - 2009 – Candidatura alla miglior attrice internazionale per Damages

- Broadcast Film Critics Association Awards
  - 2012 – Candidatura al miglior cast per Le amiche della sposa

- Central Ohio Film Critics Association
  - 2012 – Candidatura al miglior cast per Le amiche della sposa

- Emmy Awards
  - 2009 – Candidatura alla miglior attrice in una serie drammatica per Damages
  - 2010 – Candidatura alla miglior attrice in una serie drammatica per Damages

- Film Critics Circle of Australia
  - 2002 – Candidatura alla miglior attrice

- Fangoria Chainsaw Awards
  - 2012 – Candidatura alla miglior attrice per Insidious

- MTV Movie Awards
  - 2012 – Candidatura al miglior cast per Le amiche della sposa
  - 2012 – Best Gut-Wrenching Performance per Le amiche della sposa
  - 2015 – Miglior momento "Ma che ca...!" (con Seth Rogen ) per Cattivi vicini[16][17]
  - 2015 – Candidatura al Miglior bacio (con Halston Sage) per Cattivi vicini
  - 2015 – Candidatura alla Miglior performance comica per Cattivi vicini

- Mostra Internazionale d'Arte Cinematografica
  - 2000 – Coppa Volpi per la migliore interpretazione femminile per La dea del '67

- Phoenix Film Critics Society
  - 2012 – Candidatura al miglior cast per Le amiche della sposa

- Satellite Award
  - 2010 – Candidatura alla miglior attrice non protagonista in una serie per Damages

- Screen Actors Guild Awards
  - 2012 – Candidatura al Miglior cast per Le amiche della sposa

- Teen Choice Awards
  - 2015 – Candidatura al miglior cattivo per Spy[18]

## Doppiatrici italiane
Nelle versioni in italiano nelle opere in cui ha recitato, Rose Byrne è stata doppiata da:
- Barbara De Bortoli in Segnali dal futuro, In viaggio con una rockstar, A prova di matrimonio, Cattivi vicini, Cattivi vicini 2, Instant Family, Juliet Naked - Tutta un'altra musica, Amiche in affari, Mrs. America, Irresistible, Spirited - Magia di Natale, Physical, In viaggio con mio figlio
- Francesca Fiorentini in Insidious, Oltre i confini del male: Insidious 2, Insidous - L'ultima chiave, Insidious - La porta rossa
- Ilaria Stagni in City of Ghosts, Troy, Le amiche della sposa
- Rossella Acerbo in Appuntamento a Wicker Park, Sunshine, This Is Where I Leave You
- Stella Musy in Damages, Come un tuono, Gli stagisti
- Francesca Manicone in X-Men - L'inizio, X-Men - Apocalisse, La vita immortale di Henrietta Lacks
- Laura Lenghi in Il profumo delle campanule, 28 settimane dopo
- Valentina Favazza in Peter Rabbit, Peter Rabbit 2 - Un birbante in fuga
- Perla Liberatori in Two Hands
- Paola Majano in La dea del '67
- Chiara Gioncardi in Casanova
- Eleonora De Angelis in Marie Antoinette
- Jasmine Laurenti in Adam
- Claudia Catani in Annie - La felicità è contagiosa
- Myriam Catania in Spy
- Letizia Ciampa in The Meddler - Un'inguaribile ottimista
- Debora Magnaghi in Platonic
- Cristiana Rossi in Adult Beginners

Da doppiatrice è sostituita da:
- Alessia Rubini in Peter Rabbit, Peter Rabbit 2 - Un birbante in fuga
- Barbara De Bortoli in I Am Mother